# Tituly a vyznamenání Mette-Marit Norské

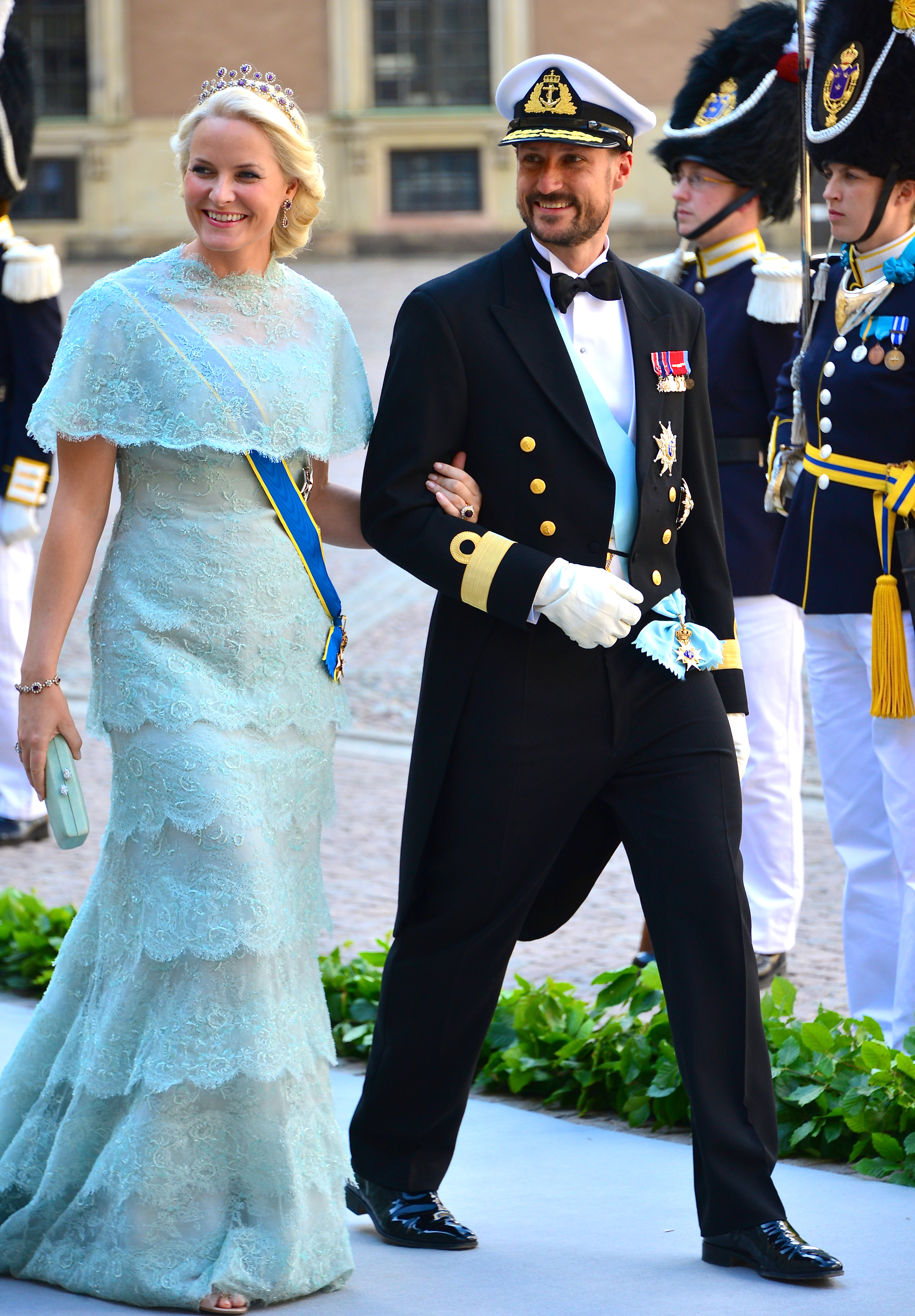
Mette-Marit Norská s šerpou velkokříže Řádu polární hvězdy

Mette-Marit Norská, manželka korunního prince Haakona Norského, obdržela řadu norských i zahraničních vyznamenání a ocenění. Drží také patronaci nad řadou organizací.

## Tituly
- 19. srpna 1973 – 25. srpna 2001 slečna Mette-Marit Tjessem Høiby
- 25. srpna 2001 – dosud: Její královská Výsost korunní princezna norská

## Vyznamenání

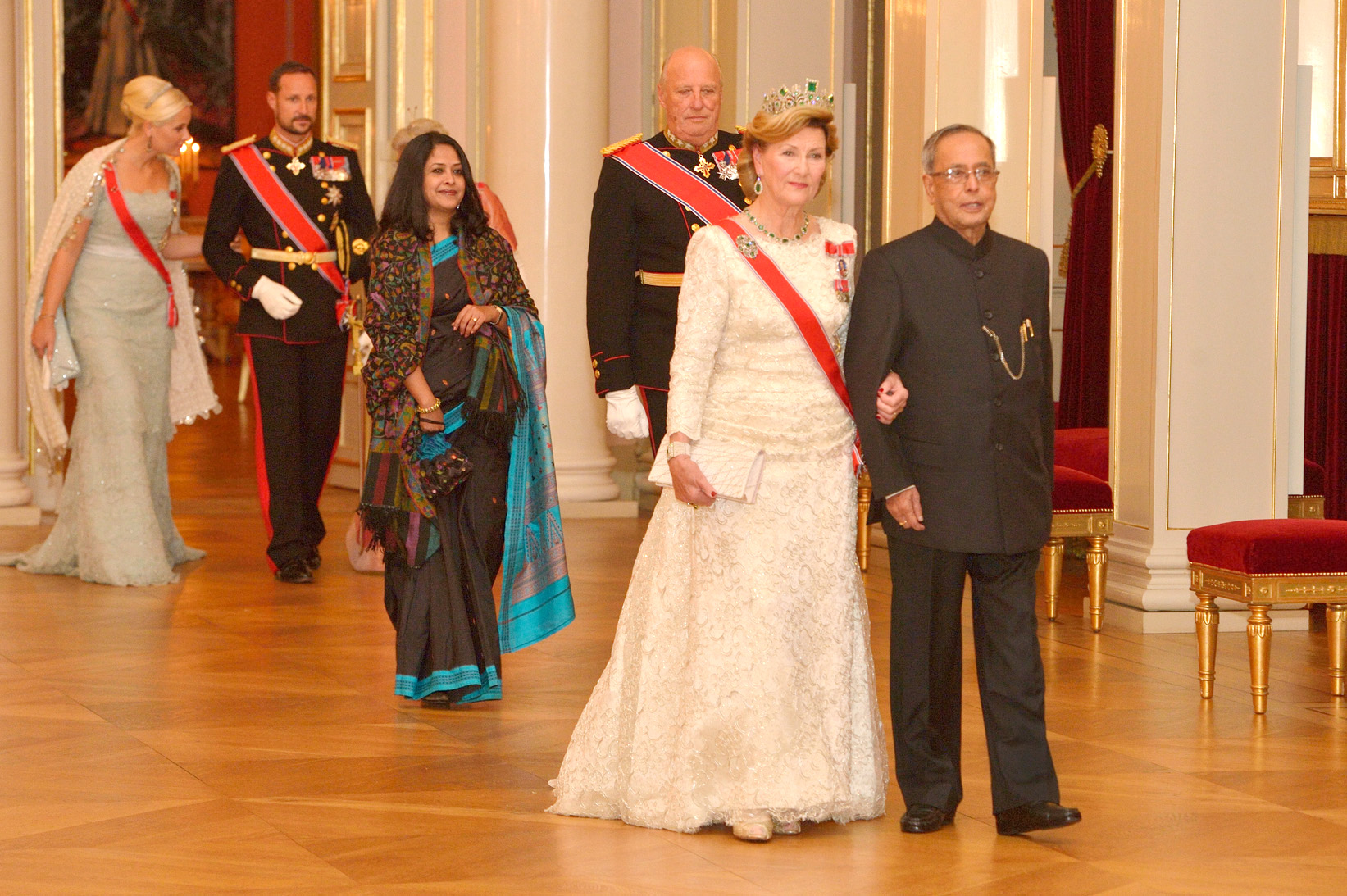
Mette-Marit Norská s šerpou velkokříže Řádu svatého Olafa

#### Norská vyznamenání
Norská a vyznamenání, která obdržela Mette-Marit od své svatby s norským korunním princem:
- velkokříž s řetězem Řádu svatého Olafa – 25. srpna 2001[2]
- dáma Královského rodinného řádu krále Haralda V. – 2001
- Medaile 100. výročí narození krále Olafa V. – 2. července 2003
- Medaile stého výročí královské rodiny – 18. listopadu 2005
- Jubilejní medaile krále Haralda V. 1991–2016 – 17. ledna 2016[3]

#### Zahraniční vyznamenání

Královský monogram Mette-Merit Norské

- Brazílie
  -  velkokříž Řádu Jižního kříže – 5. září 2007[4]
- Bulharsko
  -  Řád Stará planina – 29. srpna 2006[1]
- Dánsko
  -  rytíř Řádu slona – 17. května 2014[1]
- Estonsko
  -  Řád kříže země Panny Marie I. třídy – 2. dubna 2002[1][5]
  -  Řád bílé hvězdy I. třídy – 26. srpna 2014[6][1]
- Finsko
  -  velkokříž Řádu bílé růže – 10. října 2012[1]
- Island
  -  velkokříž Řádu islandského sokola – 21. března 2017[1]
- Itálie
  -  velkokříž Řádu zásluh o Italskou republiku – 20. září 2004[1][7]
- Japonsko
  -  Řád drahocenné koruny I. třídy – 10. května 2005[1]
- Litva
  -  velkokříž Řádu Vitolda Velikého – 23. března 2011[1][8]
- Lotyšsko
  -  velkokříž Kříže uznání – 12. března 2015[1][9]
- Lucembursko
  -  dáma velkokříže Řádu Adolfa Nasavského – 30. května 2011[1]
- Německo
  -  velkokříž Záslužného řádu Spolkové republiky Německo – 11. června 2014[1]
- Nizozemsko
  -  dáma velkokříže Řádu dynastie Oranžsko-Nasavské – 1. června 2010[1]
  -  Inaugurační medaile krále Viléma Alexandra – 30. dubna 2013[1]
- Polsko
  -  velkokříž Řádu za zásluhy Polské republiky – 16. září 2003 – udělil prezident Aleksander Kwaśniewski[1][10]
- Portugalsko
  -  velkokříž Řádu prince Jindřicha – 13. února 2004[1][11]
- Rakousko
  -  velká čestná dekorace ve zlatě na stuze Čestného odznaku Za zásluhy o Rakouskou republiku – 17. dubna 2007[12]
- Španělsko
  -  dáma velkokříže Řádu Isabely Katolické – 26. května 2006 – udělil král Juan Carlos I.[1][13]
- Švédsko
  -  komtur velkokříže Řádu polární hvězdy – 10. června 2005[1]

## Patronace
- Norský skautský svaz
- Amandus Film Festival
- Mezinárodní festival dětského filmu v Kristiansandu
- Festival komorní hudby v Risøru
- FOKUS – Forum for Women and Development
- The Norwegian Design Council
- Norský červený kříž
- Norská rada pro duševní zdraví
- plachetnice Sørlandet
- Oslo International Church Music Festival[14]